# Arcona-Klasse
Die Arcona-Klasse war eine Klasse von fünf Gedeckten Korvetten die in den späten 1860er und 1870er Jahren für die Preußische Marine gebaut wurden. Die Schiffe waren Arcona, Gazelle, Vineta, Hertha und Elisabeth. Die Benennung der Schiffe folgte keinem bestimmten Muster.
Die Korvetten der Klasse wurden im Zuge des Neuaufbaus der preußischen Marine beauftragt und sollten im regulären Flottendienst sowie später auf ausgedehnten Einsatzfahrten in überseeischen Interessensgebieten Preußens und des Deutschen Kaiserreichs Dienst tun. Die Hauptbewaffnung bestand aus einer Batterie von 28 68-Pfündergeschützen. Die Schiffe galten als moderne Dampfkorvetten und verfügten über eine vollständige Segelausrüstung, um die Dampfmaschine auf langen Einsatzfahrten in Übersee zu ergänzen.
1884 wurden die Schiffe der Klasse aus dem Schiffsregister gestrichen, lediglich die Elisabeth verblieb bis 1887 im aktiven Flottendienst.

## Geschichte
Die Arcona-Klasse war die erste in Preußen gebaute Klasse von größeren Kriegsschiffen seit den Zeiten der Kurbrandenburgischen Marine. Alle Schiffe der Klasse wurden auf der Königlichen Werft in Danzig in drei Baulosen mit geringfügig abweichenden Baumaßen gebaut. Dabei bildeten Arcona und Gazelle das erste, Vineta und Herta das zweite und Elisabeth das letzte Baulos. Als Vorbild für den Grundentwurf nutzte man die Segelfregatte Thetis, die Preußen 1855 von England erworben hatte. Außerdem war es die erste in einem deutschen Staat gebaute Schiffsklasse, die mit Dampfmaschinen ausgestattet waren.
Der Anlass zur Beschaffung der Schiffe war, dass bereits Ende der 1850er Jahre preußische Handelsinteressen auf den überseeischen Märkten in Asien, Mittel- und Südamerika und im Pazifik expandierten, wo sie mit den Interessen anderer europäischer Mächte kollidierten, die preußische Unternehmen von Aktivitäten in ihren überseeischen Interessensgebieten ausschlossen. Entsprechend entschied das Marinekommando, die Schiffe der Arcona-Klasse außer mit der technischen Innovation der Dampfkraft auch mit traditionellen Segelanlagen mit entsprechend großem Aktionsradius auszustatten, als sog. Stationäre zum Schutz preußischer und deutscher Interessen und zur weiteren Machtprojektion, häufig auch im Sinne einer Kanonenbootpolitik, auf in Übersee eingerichteten Marinestationen einzusetzen.
Folgerichtig wurde das Typschiff Arcona nach ihrer Indienststellung 1859 zunächst im Auslandsdienst eingesetzt und nahm an der Preußischen Ostasienexpedition teil. 
Auch die Gazelle versah in dieser Funktion ab 1862 ihren Dienst. Im Deutsch-Dänischen Krieg nahm lediglich Arcona sowie die noch nicht voll einsatzbereite Vineta aktiv an den Kampfhandlungen teil. Die Arcona diente hierbei als Flaggschiff von Kapitän zur See Eduard von Jachmann im Seegefecht bei Jasmund. 1868 absolvierte die Vineta als erstes Kriegsschiff der preußischen Marine eine Weltumsegelung. Am Deutschen Krieg sowie am Deutsch-Französischen Krieg war keines der Schiffe aktiv beteiligt. 
In den 1870er Jahren wurden die Schiffe weiter als Stationäre im Ausland verwendet, vor allem in der Karibik, im Mittelmeer und im Pazifik.
Bereits ab 1869 wurde die Arcona als Schulschiff für Seekadetten verwendet und absolvierte in dieser Funktion ab 1873 eine Weltumsegelung. Die Gazelle unternahm von Juni 1874 bis April 1876 ebenfalls eine Weltumsegelung. Diese wurde jedoch zu Forschungszwecken unter anderem zur Beobachtung des Venustransites von 1874 auf den Kerguelen absolviert.
Bis Mitte der 1870er Jahre wurden auch andere Schiffe der ersten beiden Baulose aus dem Frontdienst zurückgezogen und als Schulschiffe verwendet. Alle diese Schiffe wurden 1884 aus den Flottenlisten gestrichen und später zum Abwracken verkauft. Lediglich die Elisabeth verblieb bis 1887 im aktiven Flottendienst, führte dabei zahlreiche Flaggenhissungen in späteren deutschen Kolonien in Afrika und Ozeanien durch und war Teil der Kreuzergeschwader der Kaiserlichen Marine. Ab 1887 wurde sie als Hulk verwendet und erst 1904 in Stettin abgewrackt.

## Allgemeine Merkmale
Arcona und Gazelle waren an der Wasserlinie 63,55 m und über alles 71,95 Meter lang, mit einer Breite von 13 m und einem maximalen Tiefgang von 6,35 m. Die Konstruktionsverdrängung betrug 1928 t, bei voller Beladung verdrängten die Schiffe bis zu 2391 t.
Die Schiffe des zweiten Bauloses waren mit 65,50 m an der Wasserlinie und 73,32 m über Alles geringfügig länger. Die Breite betrug 12,9 m und der maximale Tiefgang 6,53 m. Mit einer Konstruktionsverdrängung von 2113 t und Maximalbeladung von 2504 t waren diese Schiffe auch schwerer als die des ersten Bauloses.
Die Elisabeth, als Schiff des dritten Bauloses, war an der Wasserlinie 71,5 m und über Alles 79,35 Meter lang, mit einer Breite von 13,2 m und einem maximalen Tiefgang von 6,40 m. Sie war damit das größte Schiff der Klasse. Die Konstruktionsverdrängung betrug 2454 t, bei voller Beladung verdrängte das Schiff bis zu 2912 t.
Die Schiffsrümpfe aller Schiffe waren eine Holzkonstruktion mit Querspanten und Kraweelbeplankung, die mit Kupferplatten beschlagen war, um Biokorrosion bei den längeren Einsätzen in Übersee zu verhindern, wo Werftanlagen nicht ohne Weiteres verfügbar waren.
Die Schiffsbesatzung bestand aus 380 Mann. Alle Schiffe hatten eine Reihe von Beibooten von nicht näher aufgezeichneten Typen.

## Antrieb
Die Schiffe der Arcona-Klasse wurden von einer horizontalen 2-Zylinder-Schiffsdampfmaschine mittels eines 2-Blatt-Schraubenpropellers mit einem Durchmesser von 4,8 m angetrieben. Die Dampfmaschinen wurden in England beschafft und hatten von Schiff zu Schiff etwas abweichende Leistungswerte, die sich von 1320 PS (Gazelle) bis 1580 PS (Vineta) erstreckten. Die Elisabeth hatte mit 2440 PS deutlich mehr Leistung als ihre Schwesterschiffe. Dampf lieferten bei allen Schiffen vier kohlebefeuerte Kessel. Die Abgase wurden mittschiffs in einen einzigen einziehbaren Schornstein geleitet. Neben der Unabhängigkeit vom Wind verlieh die Dampfmaschine den Schiffen durch einen dampfbetriebenen Destillierapparat auch die Unabhängigkeit von einer Trinkwasserversorgung von Land. Die Schiffe wurden außerdem mit einem Vollschiff-Rigg mit einheitlich 2200 m² Segelfläche ausgestattet.
Die Schiffe hatten eine geplante Geschwindigkeit von 12 Knoten (22 km/h), nur die Schiffe des zweiten Bauloses waren mit 11,7 kn geringfügig langsamer.

## Bewaffnung
Bei Fertigstellung bestand die Hauptbewaffnung bei Arcona, Vineta und Hertha aus 28 68-Pfünderkanonen. Gazelle und Elisabeth hatten eine abweichende Hauptbewaffnung von sechs 68-Pfünder- und zwanzig 36-Pfünder-Kanonen. Alle diese Kanonen waren Vorderlader.
Ab 1870 wurden diese Waffen durch siebzehn 15-cm-Ringkanonen (Rk) der Kaliber#Kaliberlänge L/22 und zwei 12,5-cm-Rk L/23 ersetzt. Dies waren modernere Hinterlader. Die 15-cm-Kanonen hatten eine Reichweite von 5.000 m.

## Schiffe
| Schiff    | Werft                           | Stapellauf        | Indienststellung   | Streichung aus dem Schiffsregister | Verbleib        |
| --------- | ------------------------------- | ----------------- | ------------------ | ---------------------------------- | --------------- |
| Arcona    | Königliche Werft Danzig, Danzig | 19. Mai 1858      | 15. April 1859     | 18. März 1884                      | 1884 abgewrackt |
| Gazelle   | Königliche Werft Danzig, Danzig | 19. Dezember 1859 | 15. Mai 1862       | 1884                               | 1906 abgewrackt |
| Vineta    | Königliche Werft Danzig, Danzig | 4. Juni 1863      | 3. März 1864       | 1884                               | 1897 abgewrackt |
| Hertha    | Königliche Werft Danzig, Danzig | 1. Oktober 1864   | 1. November 1865   | 1884                               | 1902 abgewrackt |
| Elisabeth | Königliche Werft Danzig, Danzig | 10. Oktober 1868  | 29. September 1869 | 20. September 1887                 | 1904 abgewrackt |